# John F. Seiberling
John Frederick Seiberling (* 8. September 1918 in Akron, Ohio; † 2. August 2008 ebenda) war ein US-amerikanischer Politiker (Demokrat).
Seiberling studierte an der Harvard University in Cambridge. Danach diente er von 1942 bis 1946 in der United States Army und besuchte nach seinem Ausscheiden aus dem aktiven Dienst die Columbia Law School in New York City. 1950 wurde er in die Anwaltschaft aufgenommen und begann in New York City zu praktizieren. Von 1971 bis 1987 war er Mitglied im Repräsentantenhaus für den 14. Distrikt von Ohio. Er trat nicht zur Wiederwahl an. Sein Cousin Francis Seiberling war ebenfalls Abgeordneter für Ohio.